# Typically Tropical
Typically Tropical war eine britische Studioband, die mit dem Lied Barbados im August 1975 einen Nummer-eins-Hit in Großbritannien hatte und in weiteren Ländern, darunter Deutschland und Norwegen, vordere Hitparadenplätze belegte.

## Bandgeschichte
Jeffery Calvert (* 13. November 1954) und Max West waren Toningenieure, die freie Zeiten im „Morgan Studio“ dazu nutzten, eigene Kompositionen aufzunehmen. Als Calvert von einem Urlaub auf Barbados zurückkam, schrieb er ein Lied im Reggaestil über diesen Urlaub. Die Single verweilte elf Wochen in den englischen Charts, erreichte die Spitzenposition und wurde mit Silber ausgezeichnet. In Deutschland stieg das Lied auf Platz 8. Zu den Studiomusikern, die auf der Single zu hören sind, gehört auch der Gitarrist Chris Spedding.
Unter dem Bandnamen wurden noch weitere Singles veröffentlicht, darunter Rocket Now, Ghost Story und Everybody Plays the Fool, die aber keine Erfolge mehr wurden. Als Songwriter hatte Calvert mit dem Lied I Lost My Heart to a Starship Trooper, gesungen von Sarah Brightman and Hot Gossip, Ende 1978 einen weiteren Top-10-Erfolg im Vereinigten Königreich. Anschließend produzierte er bis in die 1990er Jahre viele weitere Aufnahmen in seinem eigenen Tonstudio.
1999 verarbeiteten die Vengaboys das Lied Barbados in ihrem Hit We’re Going to Ibiza und kamen damit 1999 ebenfalls auf Platz 1 der britischen Charts.
Jeffery Calvert und Max West produzierten 1975 das 1976 erschienene zweite Studioalbum Sad Wings of Destiny von Judas Priest.

## Diskografie

### Alben
- 1975: Barbados Sky

### Singles
- 1975: Barbados
- 1975: Rocket Now
- 1975: The Ghost Song
- 1976: Everybody Plays the Fool
- 1976: Bridlington
- 1977: Jubilee
- 1979: My Rubber Ball
- 1981: Lady „D“